# Birgit Kronström
Birgit Kronström, född 21 februari 1905 i Helsingfors, död 23 juli 1979 i Helsingfors, var en finländsk skådespelare och sångerska. Kronström var gift med sångaren Björn Forsell och mor till sångaren Johnny Forsell. Kronström var gift en andra gång med skådespelaren och sångpedagogen Ture Ara.

## Biografi
Som ung studerade Kronström sång vid konservatoriet samt skådespeleri vid Svenska Teatern. Som barn undervisades hon i dans av Maggie Gripenberg. Kronström verkade vid Svenska Teatern åren 1932-63. 1936 besökte hon Sverige, där hon stannade fyra år. I Stockholm verkade vid operateatern Oscar. Kronström besökte även norska teatrar innan hon 1940 återvände till Finland. Kronström medverkade i sin första film 1932 och var aktiv i både finländska och svenska filmatiseringar.
Kronström avled i en ålder av 74 år gammal och gravsattes på Sandudds begravningsplats.

## Filmografi (urval)
- 1949 – Då mormor var ung
- 1955 – Flicka i kasern
- 1956 – Flickan i frack

## Teaterroller (ej komplett)
| År   | Roll                        | Produktion                                                           | Regi                        | Teater                       |
| ---- | --------------------------- | -------------------------------------------------------------------- | --------------------------- | ---------------------------- |
| 1929 | Glory                       | Tiggaroperan (Die Dreigroschenoper) Bertolt Brecht och Kurt Weill    | Nicken Rönngren             | Svenska Teatern, Helsingfors |
| 1936 | Eklöf, Kätchen, kammartärna | Regina von Emmeritz Zacharias Topelius                               | Ernst Eklund                | Skansens friluftsteater      |
| 1936 |                             | Oh, du milde Antonius A Fenclo, Georg Brada och Jara Beneš           | Carl Johannesson Karl Kinch | Oscarsteatern                |
| 1937 | April Crawford              | Jill Darling Marriott Edgar och Vivian Ellis                         | Karl Kinch                  | Oscarsteatern                |
| 1940 | Mabel Gibson                | Cirkusprinsessan Julius Brammer, Alfred Grünwald och Emmerich Kálmán | Håkan von Eichwald          | Vasateatern                  |
| 1940 | Molly                       | Geishan Sidney Jones                                                 |                             | Svenska Teatern, Helsingfors |
| 1947 |                             | Det var en gång... Holger Drachmann                                  | Åke Ohberg                  | Skansens friluftsteater      |
| 1955 | Mrs Molloy                  | Äktenskapsmäklerskan Thornton Wilder                                 | Per Gerhard                 | Intiman                      |
| 1956 | Suzy Courtois               | Topaze Marcel Pagnol                                                 | Sandro Malmquist            | Riksteatern                  |
| 1956 |                             | Min man har komplex Jean Bernard-Luc                                 | Sture Lagerwall             | Intiman                      |
| 1961 |                             | Bättre sent än aldrig (It’s never too late) Felicity Douglas         | Sandro Malmquist            | Riksteatern                  |